# El túnel (pel·lícula de 2019)
El túnel (originalment en noruec, Tunnelen) és una pel·lícula noruega de thriller sobre desastres del 2019 dirigida per Pål Øie. La pel·lícula segueix en Svein, un conductor de buldòzer, interpretat per Thorbjørn Harr, durant un incendi en un túnel de carretera de 9 quilòmetres de llarg. S'ha doblat i subtitulat al català i està disponible a FilminCAT. Segons l'agregador de ressenyes Rotten Tomatoes, el 65% dels crítics han donat a la pel·lícula una crítica positiva basada en 20 crítiques, amb una valoració mitjana de 6 sobre 10.
La pel·lícula va guanyar el premi Kanon del públic i també va ser nominada en la categoria a la millor producció (John Einar Hagen i Einar Loftesnes) i al millor disseny sonor (Hugo Ekornes). Ingvild Holthe Bygdnes va guanyar el premi Amanda de 2020 a la millor actriu secundària.

## Sinopsi
Per Nadal, un camió cisterna s'estavella en un túnel noruec, cos que provoca un gran incendi. L'Elise, la filla del bomber voluntari Stein Berge, està atrapada amb moltes altres persones al túnel. Ara, Stein i els seus col·legues intenten salvar tothom.

## Repartiment
- Thorbjørn Harr com a Stein
- Ylva Lyng Fuglerud com a Elise
- Lisa Carlehed com a Ingrid
- Ingvild Holthe Bygdnes com a Andrea
- Mikkel Bratt Silset com a Ivar
- Per Egil Aske com a Christian
- Jan Gunnar Røise com a Gunnar
- Silje Breivik com a Mia